# Diavoli Vicenza 2014-2015
Questa pagina raccoglie i dati riguardanti i Diavoli Vicenza nelle competizioni ufficiali della stagione 2014-2015.

## Stagione
I Diavoli iniziano gli allenamenti il 5 agosto 2014.

## Organigramma societario
Dal sito internet ufficiale della società.
Area direttiva
- Presidente: Daniela Repele
- Presidente Onorario: Cav. Lino Dori
- Vice Presidente: Pietro Betello
- Responsabile Amministrativo: Claudio Roncaccioli

Area organizzativa
- Direttore sportivo:

Area comunicazione
- Addetto stampa: Sabrina Nicoli

Serie A1
- Allenatore: Luca Roffo

Serie B
- Responsabile serie B: Pietro Betello
- Allenatore: Nicola De Simoni

Settore Giovanile
- Responsabile settore giovanile: Stefano De Lorenzi
- Allenatore: Bogdan Jordachiou

## Serie A1
| Acquisti e prestiti | Acquisti e prestiti | Acquisti e prestiti |
| Ruolo               | Nome                | da                  |
| ------------------- | ------------------- | ------------------- |
| D                   | Edoardo Bortoluzzi  | -                   |
| D                   | Giampietro Marcon   | -                   |
| D                   | Matteo Rossetto     | Under 20 Asiago AS  |
| A                   | Simone Basso        | Under 20 Asiago AS  |

| Cessioni e prestiti | Cessioni e prestiti | Cessioni e prestiti       | Cessioni e prestiti |
| Ruolo               | Nome                | a                         |                     |
| ------------------- | ------------------- | ------------------------- | ------------------- |
| D                   | Fabio Testa         | Hockey Club Milano 24     |                     |
| D                   | Michele Valbusa     | Sorci Verdi Verona        |                     |
| A                   | Massimo Stevanoni   | Sorci Verdi Verona        |                     |
| A                   | Giacomo Zazzaron    | Ghosts Hockey Team Padova |                     |

### Rosa
| #  | Ruolo      | Naz.              | Nome e Cognome                  |
| -- | ---------- | ----------------- | ------------------------------- |
| 1  | Portiere   | Italia (bandiera) | Daminano Guglielmi              |
| 37 | Portiere   | Italia (bandiera) | Andrea Alberti                  |
| 2  | Difensore  | Italia (bandiera) | Antonio Bellinaso vice capitano |
| 13 | Difensore  | Italia (bandiera) | Edoardo Bortoluzzi              |
| 15 | Difensore  | Italia (bandiera) | Mattia Bettello                 |
| 28 | Difensore  | Italia (bandiera) | Giampietro Marcon               |
| 51 | Difensore  | Italia (bandiera) | Matteo Rossetto                 |
| 80 | Difensore  | Italia (bandiera) | Michael Corradin vice capitano  |
| 9  | Attaccante | Italia (bandiera) | Alessandro De Lorenzi           |
| 10 | Attaccante | Italia (bandiera) | Daniele Vendraminetto           |
| 11 | Attaccante | Italia (bandiera) | Filippo Pozzan vice capitano    |
| 19 | Attaccante | Italia (bandiera) | Simone Basso                    |
| 23 | Attaccante | Italia (bandiera) | Luca Roffo Capitano             |
| 32 | Attaccante | Italia (bandiera) | Stefano Stella                  |
| 34 | Attaccante | Italia (bandiera) | Fabrizio Maran                  |
| 66 | Attaccante | Italia (bandiera) | Fabio Baggio                    |

### Coppa Italia

#### Quarti di finale
| Arbitro: | Stella, Zuccatti |

|                                                                                                 |           |                                                                                    |
| Stevanoni 0.35' Garagna 10.46' Garagna 16.37' Riccelli 23.17' Comencini 34.55' Stevanoni 51.30' | Marcatori | 18.51' Stella S. 20.34' Basso S. 28.59' L. Roffo 45.06' Pozzan F. 48.45' Stella S. |

### Campionato
| Giornata | Data             | Partita                                           | Risultato | Marcatori |
| -------- | ---------------- | ------------------------------------------------- | --------- | --- |
| 1        | 11 ottobre 2014  | Mammuth Hockey Roma - Diavoli Vicenza             | 4 - 8     | 4.36' Roffo L. (VI), 6.42' Arcese (RO) , 7.49' Pozzan F. (VI), 9.12' Santilli (RO), 21.27' Zolovkins (RO), 23.40' Arcese (RO), 26.04' Corradin M. (VI), 29.38' Corradin M. (VI), 32.05' Roffo L. (VI), 42.21' Corradin M. (VI), 48.03' Roffo L. (VI), 49.56' Roffo L. (VI)                                             |
| 2        | 18 ottobre 2014  | Diavoli Vicenza - Asiago Vipers                   | 1 - 2     | 3.14' Marcolongo (AS), 14.15' Roffo L. (VI), 16.49' Marcolongo (AS) |
| 3        | 25 ottobre 2014  | Ghosts Hockey Team Padova - Diavoli Vicenza       | 2 - 3     | 20.30' Nahtigal (PD), 23.20' Roffo L. (VI), 25.53' Roffo L. (VI), 30.25' Tartaglione (PD), 33.45' Corradin M. (VI) |
| 4        | 8 novembre 2014  | Hockey Club Milano 24 - Diavoli Vicenza           | 5 - 4     | 1.51' Roffo L. (VI), 2.40' Roffo L. (VI), 15.26' Stella S. (VI), 29.02' Basso S. (VI), 31.14' Testa F. (MI), 32.33' Tomasello (MI), 33.27' Testa F. (MI), 44.59' Delfino (MI), 48.38' Testa F. (MI) |
| 5        | 15 novembre 2014 | Diavoli Vicenza - Cittadella Hockey               | 4 - 8     | 0.59' Sommadossi (CI), 8.51' Stella S. (VI), 13.00' Basso S. (VI), 14.52' Roffo L. (VI), 22.34' Inouye (CI), 29.15' Covolo (CI), 31.31' Spain (CI), 34.50' Spain (CI), 45.15' Covolo (CI), 46.33' Spain (CI), 48.30' Stella S. (VI), 49.57' Inouye (CI)                                                                |
| 6        | 22 novembre 2014 | Diavoli Vicenza - Sorci Verdi Verona              | 7 - 4     | 3.28' Stella S. (VI), 4.43' Basso S. (VI), 13.06' Valbusa (VR), 14.40' Marcon G. (VI), 24.22' Belcastro (VR), 24.42' Stella S. (VI), 36.29' Riccelli (VR), 38.55' Valbusa (VR), 41.03' Basso S. (VI), 44.09' Basso S. (VI), 49.44' Rossetto M. (VI)                                                                    |
| 7        | 6 dicembre 2014  | Polet Trieste - Diavoli Vicenza                   | 2 - 4     | 5.33' Degano (PO), 20.43' Corradin M. (VI), 34.52' Degano (PO), 36.05' Stella S. (VI), 37.12' Basso S. (VI), 43.32' Roffo L. (VI), |
| 8        | 13 dicembre 2014 | Diavoli Vicenza - Hockey Club Monleale Sportleale | 3 - 1     | 6.37' Basso S. (VI), 10.37' Faravelli (MO), 19.59' Roffo L. (VI), 34.48' Basso S. (VI) |
| 9        | 20 dicembre 2014 | Polisportiva Molinense - Diavoli Vicenza          | 4 - 3     | 6.35' Rossetto M. (VI), 23.09' Podda (MO), 23.50' Corradin M. (VI), 24.11' Lettera (MO), 24.47' Lilli (MO), 36.04' Roffo L. (VI), 36.59' Bellini (MO) |
| 10       | 10 gennaio 2015  | Diavoli Vicenza - Mammuth Hockey Roma             | 12 - 2    | 1.27' Stella S. (VI), 4.33' Stella S. (VI), 8.57' Basso S. (VI), 16.13' Roffo L. (VI), 16.53' Basso S. (VI), 20.25' Roffo L. (VI), 23.25' Arcese (RO), 28.33' Roffo L. (VI), 31.21' Maran F. (VI), 38.44' Corradin M. (VI), 40.39' Roffo L. (VI), 42.25' Santili (RO), 43.55' Bortoluzzi E. (VI), 47.27' Basso S. (VI) |
| 11       | 17 gennaio 2015  | Asiago Vipers - Diavoli Vicenza                   | 3 - 3     | 2.15' Petrone (AS), 4.09' Corradin M. (VI), 14.02' Stella S. (VI), 22.55' Marcolongo (AS), 29.57' Basso S. (VI), 48.09' Lievore F. (AS) |
| 12       | 24 gennaio 2015  | Diavoli Vicenza - Ghosts Hockey Team Padova       | 3 - 3     | 18.07' Vendrame (PD), 20.26' Tartaglione (PD), 24.32' Zazzaron (PD), 26.16' Corradin M. (VI), 26.56' Pozzan F. (VI), 43.37' Roffo L. (VI) |
| 13       | 7 febbraio 2015  | Diavoli Vicenza - Hockey Club Milano 24           | 4 - 5     | 4.29' Ferrari (MI), 17.17' Bortoluzzi E. (VI), 20.52' Banchero (MI), 24.35' Roffo L. (VI), 27.22' Delfino (MI), 34.15' Roffo L. (VI), 36.28' Delfino (MI), 38.34' Tomasello (MI), 40.36' Basso S. (VI) |
| 14       | 14 febbraio 2015 | Cittadella Hockey - Diavoli Vicenza               | 2 - 6     | 2.49' Corradin M. (VI), 8.24' Maran F. (VI), 18.52' Bellinaso A. (VI), 19.53' Basso S. (VI), 22.07' Corradin M. (VI), 31.09' Tombolan (CI), 31.27' Spain (CI), 47.39' Rossetto M. (VI) |
| 15       | 21 febbraio 2015 | Sorci Verdi Verona - Diavoli Vicenza              | 5 - 1     | 10.12' Stevanoni (VR), 10.58' Riccelli (VR), 19.41' Ciresa (VR), 33.32' Stella S. (VI), 42.08' Riccelli (VR), 44.57' Valbusa (VR) |
| 16       | 7 marzo 2015     | Diavoli Vicenza - Polet Trieste                   | 11 - 2    | 1.54'Basso S. (VI), 18.05' Stella S. (VI), 22.41' Basso S. (VI), 25.54' Stella S. (VI), 29.09' Basso S. (VI), 29.14' Mariotto (PO), 30.43' Roffo L. (VI), 33.02' Basso S. (VI), 36.59' Stella S. (VI), 39.40' Roffo L. (VI), 42.28' Roffo L. (VI), 44.02' Rossetto M. (VI), 46.21' Mariotto (PO)                       |
| 17       | 14 marzo 2015    | Hockey Club Monleale Sportleale - Diavoli Vicenza | 3 - 3     | 10.38' Basso S. (VI), 17.38' Stella S. (VI), 31.38' Perazzelli (MO), 36.41' Crivellari (MO), 47.34' Basso S. (VI), 49.15' Crivellari (MO) |
| 18       | 21 marzo 2015    | Diavoli Vicenza - Polisportiva Molinense          | 6 - 5     | 11.36' Bellini (MO), 13.15' Baggio F. (VI), 21.34' Roffo Luca (VI), 28.26' Barsanti (MO), 34.32' Rossetto M. (VI), 38.09' Stella S. (VI), 43.20' Basso S. (VI), 44.25' Bellini (MO), 45.10' Lettera (MO), 47.22' De Lorenzi A. (VI), 49.35' Lettera (MO)                                                               |

### Play Off

#### Quarti finale
| Arbitro: | Soraperra, Fiabane |

|                                                                |           |             |
| Basso S. 1.02 Rossetto M. 5.05 Stella S. 40.37 Stella S. 49.39 | Marcatori | 31.25 Frigo |

| Arbitro: | Marri, Niederegger |

|                                                                          |           |                                                              |
| Cantele 3.23 Lievore 10.32 Tessari N. 43.30 Rossi 47.01 Tessari N. 51.49 | Marcatori | 5.16 Stella S. 12.01 Stella S. 27.26 Roffo L. 43.21 Basso S. |

| Arbitro: | Grandini, Stella |

|                                                                                                 |           |  |
| Stella S. 23.57 Stella S. 29.23 Stella S. 35.41 Basso S. 35.51 Roffo L. 38.02 Rossetto M. 49.15 | Marcatori |  |

#### Semifinale
| Arbitro: | Scannacapra, Colcuc |

| |           |                |
| Delfino 3.09 Delfino 3.47 Rigoni L. 20.03 Tomasello 33.39 Fontanive 43.10 Tomasello 48.40 Tomasello 49.40 | Marcatori | 46.45 Basso S. |

| Arbitro: | Stella, Niederegger |

|                                |           | |
| Marcon G. 7.47 Stella S. 28.50 | Marcatori | 1.18 Banchero 4.34 Banchero 10.11 Rigoni L. 13.04 Ronco 15.39 Tomasello 20.34 Banchero 26.42 Banchero 32.24 Fontanive 33.17 Tomasello 36.46 Rigoni L. 44.51 Ferrari |

| Arbitro: | Chiodo, Lega |

| |           |                                                                                   |
| Tessari 8.27 Banchero 9.48 Fontanive 11.50 Rigoni L. 14.40 Tomasello 15.44 Tessari 20.37 Delfino 21.12 Banchero 22.04 Delfino 22.37 Banchero 33.11 Banchero 36.25 | Marcatori | 16.27 Corradin M. 19.06 Basso S. 22.28 Roffo L. 28.51 Stella S. 47.40 Rossetto M. |

### Statistiche A1

#### Statistiche di squadra
| Competizione  | Punti | In casa | In casa | In casa | In casa | In casa | In casa | In trasferta | In trasferta | In trasferta | In trasferta | In trasferta | In trasferta | Totale | Totale | Totale | Totale | Totale | Totale | Totale |
| Competizione  | Punti | G       | V       | N       | P       | Gf      | Gs      | G            | V            | N            | P            | Gf           | Gs           | G      | V      | N      | P      | Gf     | Gs     | DG     |
| ------------- | ----- | ------- | ------- | ------- | ------- | ------- | ------- | ------------ | ------------ | ------------ | ------------ | ------------ | ------------ | ------ | ------ | ------ | ------ | ------ | ------ | ------ |
| Coppa Italia  |       | 0       | 0       | 0       | 0       | 0       | 0       | 1            | 0            | 1            | 0            | 5            | 6            | 1      | 0      | 1      | 0      | 5      | 6      | -1     |
| Campionato A1 | 30    | 9       | 5       | 3       | 1       | 51      | 32      | 9            | 4            | 3            | 2            | 35           | 30           | 18     | 9      | 6      | 3      | 86     | 62     | +24    |
| Play-Off A1   |       | 3       | 2       | 1       | 0       | 12      | 12      | 3            | 0            | 3            | 0            | 10           | 23           | 6      | 2      | 4      | 0      | 22     | 35     | -13    |
| Totale        |       | 12      | 7       | 4       | 1       | 63      | 44      | 12           | 4            | 7            | 2            | 50           | 59           | 25     | 11     | 11     | 3      | 113    | 103    | +10    |

#### Classifica marcatori stagionali
| Giocatore             | Ruolo      | Coppa Italia | Coppa Italia | Coppa Italia | Coppa Italia | Coppa Italia | Campionato | Campionato | Campionato | Campionato | Campionato | Play Off | Play Off | Play Off | Play Off | Play Off | Totale | Totale | Totale | Totale | Totale |
| Giocatore             | Ruolo      | Pres         | Gol          | Assist       | Punti        | Pen          | Pres       | Gol        | Assist     | Punti      | Pen        | Pres     | Gol      | Assist   | Punti    | Pen      | Pres   | Gol    | Assist | Punti  | Pen    |
| --------------------- | ---------- | ------------ | ------------ | ------------ | ------------ | ------------ | ---------- | ---------- | ---------- | ---------- | ---------- | -------- | -------- | -------- | -------- | -------- | ------ | ------ | ------ | ------ | ------ |
| Luca Roffo            | Attaccante | 1            | 1            | 0            | 1            | 4            | 16         | 24         | 17         | 41         | 30         | 6        | 2        | 5        | 7        | 20       | 23     | 27     | 22     | 49     | 54     |
| Stefano Stella        | Attaccante | 1            | 2            | 1            | 3            | 0            | 18         | 15         | 15         | 30         | 16         | 6        | 10       | 0        | 10       | 4        | 25     | 27     | 16     | 43     | 20     |
| Simone Basso          | Attaccante | 1            | 1            | 2            | 3            | 0            | 18         | 21         | 4          | 25         | 16         | 6        | 5        | 2        | 7        | 12       | 25     | 27     | 8      | 35     | 28     |
| Michael Corradin      | Difensore  | 1            | 0            | 0            | 0            | 0            | 18         | 11         | 9          | 20         | 62         | 3        | 1        | 3        | 4        | 6        | 22     | 12     | 12     | 24     | 68     |
| Matteo Rossetto       | Difensore  | 1            | 0            | 0            | 0            | 2            | 18         | 5          | 6          | 11         | 24         | 6        | 3        | 0        | 3        | 2        | 25     | 8      | 6      | 14     | 28     |
| Filippo Pozzan        | Attaccante | 1            | 1            | 0            | 1            | 0            | 18         | 2          | 5          | 7          | 6          | 6        | 0        | 1        | 1        | 4        | 25     | 3      | 6      | 9      | 10     |
| Fabrizio Maran        | Attaccante | 1            | 0            | 0            | 0            | 0            | 18         | 2          | 2          | 4          | 4          | 4        | 0        | 0        | 0        | 0        | 23     | 2      | 2      | 4      | 4      |
| Mattia Bettello       | Difensore  | 1            | 0            | 1            | 1            | 2            | 18         | 0          | 2          | 2          | 14         | 6        | 0        | 0        | 0        | 10       | 25     | 0      | 3      | 3      | 26     |
| Edoardo Bortoluzzi    | Difensore  | 1            | 0            | 0            | 0            | 2            | 18         | 2          | 1          | 3          | 2          | 6        | 0        | 0        | 0        | 2        | 25     | 2      | 1      | 3      | 6      |
| Giampietro Marcon     | Difensore  | 1            | 0            | 0            | 0            | 0            | 18         | 1          | 0          | 1          | 8          | 6        | 1        | 0        | 1        | 6        | 25     | 2      | 0      | 2      | 14     |
| Antonio Bellinaso     | Difensore  | 1            | 0            | 0            | 0            | 2            | 16         | 1          | 0          | 1          | 22         | 6        | 0        | 0        | 0        | 4        | 23     | 1      | 0      | 1      | 28     |
| Fabio Baggio          | Attaccante | 1            | 0            | 0            | 0            | 0            | 18         | 1          | 0          | 1          | 6          | 3        | 0        | 0        | 0        | 0        | 22     | 1      | 0      | 1      | 6      |
| Alessandro De Lorenzi | Attaccante | 1            | 0            | 0            | 0            | 0            | 17         | 1          | 0          | 1          | 2          | 5        | 0        | 0        | 0        | 0        | 23     | 1      | 0      | 1      | 2      |
| Attaccante            |            | 1            | 5            | 3            | 8            | 4            | 18         | 66         | 43         | 109        | 80         | 6        | 17       | 8        | 25       | 40       | 25     | 88     | 54     | 142    | 124    |
| Difensore             |            | 1            | 0            | 1            | 1            | 8            | 18         | 20         | 18         | 38         | 132        | 6        | 5        | 3        | 8        | 30       | 25     | 25     | 22     | 47     | 170    |
| Totale                |            | 1            | 5            | 4            | 9            | 12           | 18         | 86         | 61         | 147        | 212        | 6        | 22       | 11       | 33       | 70       | 25     | 113    | 76     | 189    | 294    |

#### Statistiche portieri stagionali
| Giocatore    | SO | Coppa Italia | Coppa Italia | Coppa Italia | Campionato | Campionato | Campionato | Play Off | Play Off | Play Off | Totale | Totale | Totale |
| Giocatore    | SO | Min          | Gol          | GAA          | Min        | Gol        | GAA        | Min      | Gol      | GAA      | Min    | Gol    | GAA    |
| ------------ | -- | ------------ | ------------ | ------------ | ---------- | ---------- | ---------- | -------- | -------- | -------- | ------ | ------ | ------ |
| Alberti A.   | 1  | 51           | 6            | 6            | 790        | 52         | 3.29       | 271      | 27       | 4.98     | 1112   | 85     | 3.82   |
| Guglielmi D. | -  | 0            | 0            | 0            | 110        | 10         | 4.55       | 28       | 8        | 8        | 138    | 18     | 6.52   |